# Арденский университет
Арденский университет (англ. Arden University) ― частный коммерческий образовательный университет в городе Ковентри, Соединённое Королевство. Предлагает различные программы бакалавриата и магистратуры с вариантами смешанного и дистанционного обучения. Головной офис находится в Ковентри, а учебные центры — в Бирмингеме, Манчестере, Лондоне и Берлине. Первоначально созданный как Resource Development International (RDI) в 1990 году, он был позже выкуплен Capella Education и получил статус университета от правительства Великобритании в 2015 году. С августа 2016 года принадлежит Global University Systems.

## История
Resource Development International (RDI), предшественник Арденского университета, был основан в 1990 году предпринимателем из Ковентри Джоном Холденом. Первоначально RDI предлагала программы дистанционного обучения для своих клиентов и открыла несколько филиалов в США, Европе, Африке и на Дальнем Востоке. К 2010 году университет закрыл большинство своих зарубежных дочерних компаний и расширился. Ныне он предлагает программы дистанционного обучения, аккредитованные несколькими британскими университетами. Девиз ―  «Обучение без границ» (Learning without Boundaries). В 2011 году Холден продал RDI и оставшиеся дочерние компании американской компании Capella Education и продолжил разработку онлайн-школы бизнеса в Ковентри.

В апреле 2014 года RDI получил право присуждать ученые степени, а в следующем году получил статус университета. Учреждение провело ребрендинг. Университет Арден в своём нынешнем виде существует с  августа 2015 года. Его вице-канцлером является Филип Халлам, бывший генеральный директор RDI. Арден стал первым университетом дистанционного обучения, открытым в Великобритании с момента основания Открытого университета в 1969 году, и третьим из трёх коммерческих университетов, созданных в рамках политики консервативного правительства стимулирования конкуренции в университетском секторе Великобритании.
Первоначально Capella Education приобрела RDI в рамках своей стратегии по ускорению выхода компании на международный рынок. Однако эта стратегия не была реализована, и в феврале 2016 года Капелла выставила на продажу Арденский университет и его оставшиеся дочерние компании. Университет Сандерленда, подтвердивший некоторые степени RDI, купил дочернюю компанию Resource Development International в Гонконге у Арденского университета в июле 2016 года. В августе того же года сам Арденский университет был продан нидерландской компании Global University Systems (GUS) за 15 миллионов фунтов стерлингов. Другие активы GUS в Великобритании включают Юридический университет, Колледж Святого Патрика в Лондоне и Лондонскую школу бизнеса и финансов.
С января 2016 года предыдущие программы по получению учёных степеней в рамках RDI, прошедшие внешнюю проверку, были постепенно прекращены и заменены собственными программами Арденского университета. В ноябре 2017 года в Арденском университете обучалось 5700 студентов, из которых 2500 обучались по собственным программам университета. Примерно 44% его студентов проживали за пределами Великобритании. В 2019 году Карл Лайго сменил Филипа Халлама на посту вице-канцлера и генерального директора университета.

## Программы
Университет предлагает как программы бакалавриата, так и программы последипломного образования вплоть до уровня магистра и MBA по различным профилям подготовки. По состоянию на 2019 год к ним относятся бизнес и менеджмент, вычислительная техника и IT, криминология, аналитика данных, финансы, графический дизайн, здравоохранение и социальная помощь, управление персоналом, право, маркетинг, психология и туризм.
Несколько курсов Ардена имеют дополнительную аккредитацию профессиональных организаций, в том числе Чартерного института маркетинга, Чартерного института менеджмента, Британского психологического общества и Ассоциации управления проектами
Курсы университета можно проходить как очно, так и заочно, и они предоставляются либо в виде дистанционного обучения, либо полностью онлайн, либо в виде смешанного обучения, которое сочетает в себе онлайн и очное обучение в одном из его учебных центров. Университет имеет британские учебные центры в Бирмингеме и Манчестере и три в Лондоне в Илинге, Тауэр-Хилле и Холборне. Университет также присуждает несколько степеней бакалавра и магистра в своем берлинском учебном центре на территории кампуса Университета прикладных наук Европы.